# 魯特巴赫河
52°00′50″N 8°14′39″E / 52.013794°N 8.244262°E

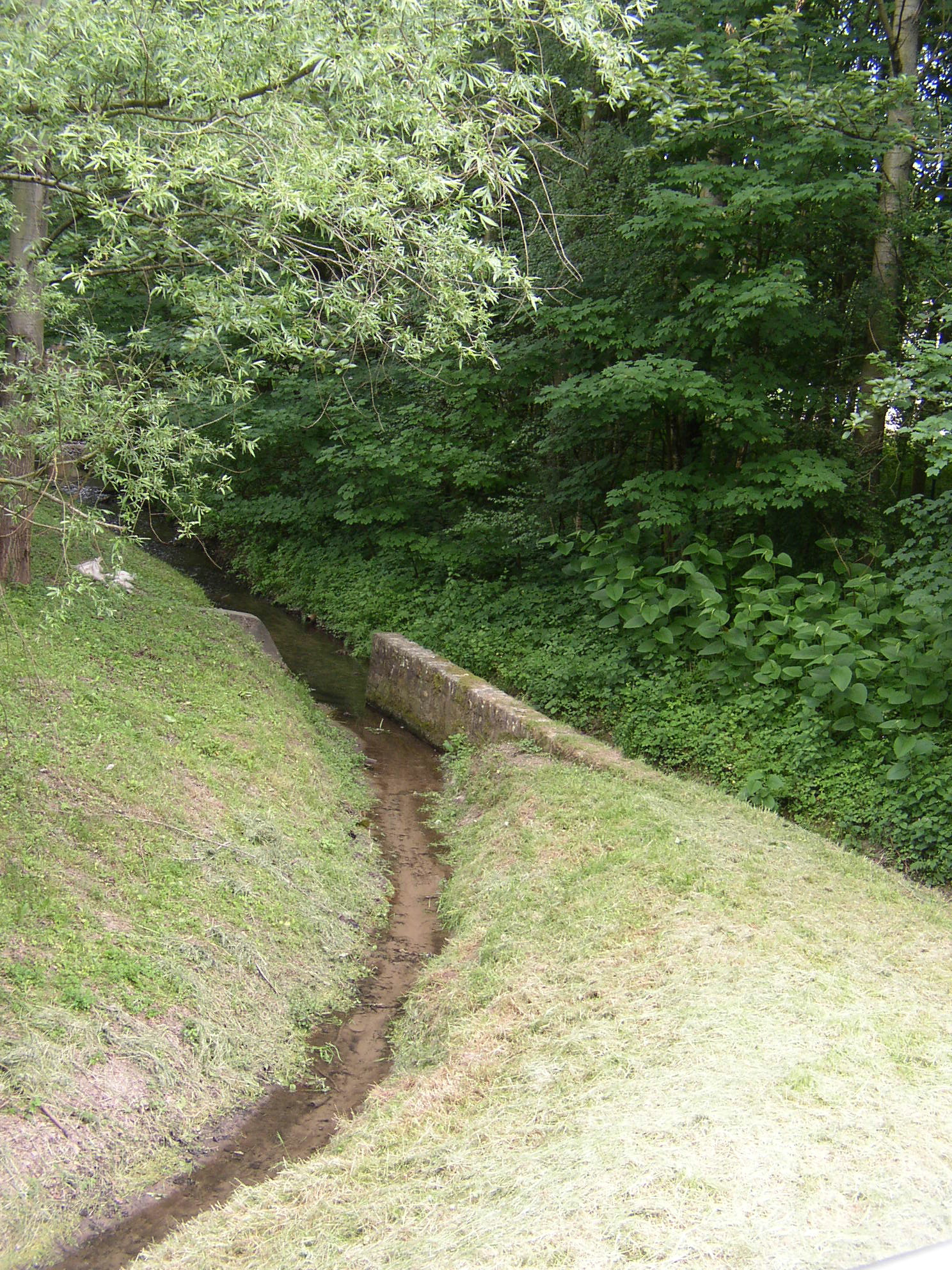

魯特巴赫河（德語：Ruthebach），是德國的河流，位於該國西部，處於北萊茵-威斯特法倫州，屬於洛登巴赫河的左支流，河道全長10.3公里，流域面積11.6平方公里。